# Paul van Son

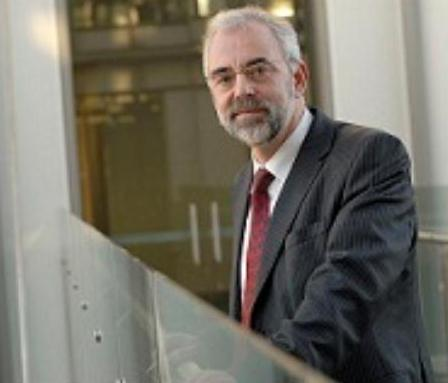
Paul van Son (2011)

Paul van Son (* 16. August 1953 in Leiden) ist ein niederländischer Energiemanager. Er ist Mitgründer der European Federation of Energy Traders (EFET), deren Vorsitzender er von 1999 bis 2012 war. Zudem hatte er von 2009 bis 2020 die Geschäftsführung der Desertec Industrial Initiative GmbH (Dii) inne. Seit Januar 2021 ist er Präsident der Gesellschaft.

## Leben
Van Son studierte von 1971 bis 1977 an der  Technischen Universität Delft (Engineering und Energiewirtschaft), außerdem im post-graduate program an der Nyenrode Business Universiteit (Corporate Governance).
Er arbeitete als Entwickler für Netzführung bei Siemens, als Leiter der Verbundnetzführung beim niederländischen Energieversorger SEP (später Tennet) und als Manager für Europa und Afrika beim Energieberater Energy and Control Consultants (USA), das 1994 von KEMA erworben wurde. Ab 1998 war er Managing Director von Essent im Bereich nachhaltiger Energie, CEO von Essent Energy Trading und Vorsitzender des Vorstands der Deutschen Essent GmbH in Düsseldorf. Im Jahr 2009 wurde er Geschäftsführer der Desertec Industrial Initiative GmbH in München. 2015 wurde er Country Chairman der innogy SE für die MENA-Region und die Türkei am Standort Dubai.
Van Son ist Gründer und Ehrenpräsident der European Federation of Energy Traders (EFET). Er ist Vorsitzender der Energy4All Foundation in den Niederlanden, einer Non-Profit-Organisation zur Förderung dezentraler Energieanlagen in Afrika.

## Veröffentlichungen
- gem. mit Thomas Isenburg: Energiewende in der Wüste: Die Vision ist bereits Realität. Gesellschaft für Ökologische Kommunikation mbH, Oekom-Verlag, München 2019, ISBN 978-3-96238-461-6.
- gem. mit Thomas Isenburg: Sonne, Wind und Wüste. Books on Demand, Norderstedt 2023, ISBN 978-3-7568-6240-5.